# Kaszubski Dywizjon Okrętów Pogranicza
Kaszubski Dywizjon Okrętów Pogranicza – morski samodzielny pododdział Wojsk Ochrony Pogranicza, następnie Marynarki Wojennej PRL.

## Formowanie i zmiany organizacyjne
W 1948 roku, w składzie 4 Brygady Ochrony Pogranicza, sformowano flotyllę ścigaczy w Gdańsku o etacie 94/3.
W 1950 roku flotylla została przeformowana na flotyllę morską Gdańsk o etacie 098/3 i włączona w skład 16 Brygady WOP. W 1951 roku powtórnie przeformowana według etatu 098/8, przyjęła nazwę dywizjonu Okrętów Pogranicza Gdańsk. Dywizjonowi nadano numer JW 2503. W następnych latach dywizjon ulegał kolejnym zmianom organizacyjnym .
Wiosną 1958 roku dywizjon został włączony w skład Kaszubskiej Brygady WOP. W 1961 roku dowództwo posiadało kryptonim Perła.
W 1965 przeformowany według etatu 7/59 przyjął nazwę: 31 dywizjon Okrętów Pogranicza. Dywizjonowi nadano nowy numer JW 3180 .
W 1967 jako Kaszubski dywizjon OP podporządkowany został Morskiej Brygadzie Okrętów Pogranicza.
W 1972 roku dywizjon przekazany został Dowództwu Marynarki Wojennej.
W 1991 roku włączony w skład Morskiego Oddziału Straży Granicznej.

## Jednostki pływające

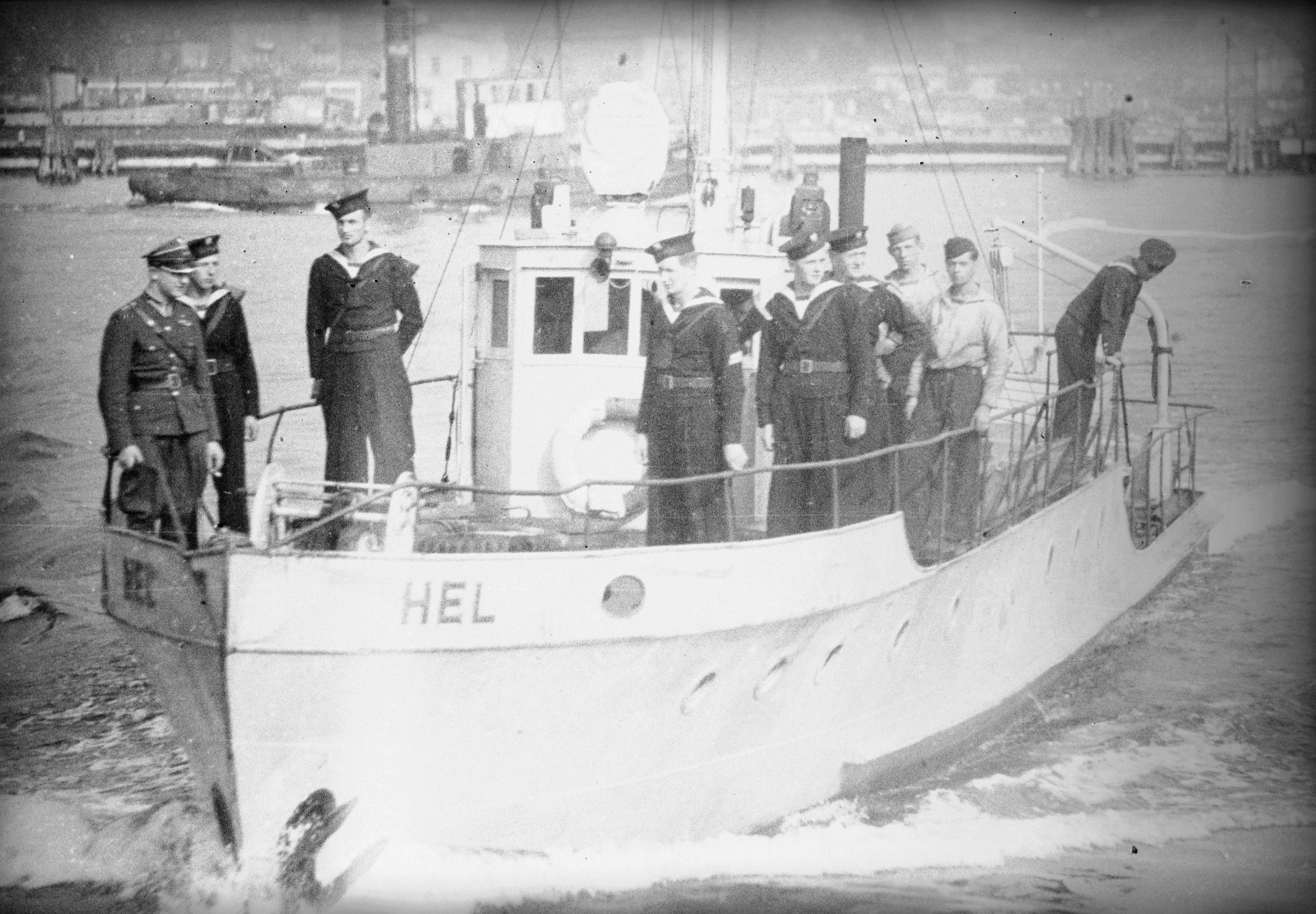
Port morski Gdynia. Kuter patrolowy Wojsk Ochrony Pogranicza ORP „Hel” (ex „Batory”) i marynarze Wojsk Ochrony Pogranicza (1947–1950)

W latach 1948–1957 w składzie jednostki znajdował się m.in. kuter patrolowy KP-1 (eks-„Dzierżyński”, eks-„7 Listopada”, eks-ORP „Hel” i eks-ORP „Batory”).
Zmiany w 1957
- 8 marca przyjęto okręt patrolowy OP-201
- 14 marca przyjęto na stan 4 motorówki typu M-14 o numerach (M-55 do 58)
- 11 maja spisano i przekazano na złom jednostkę KP-6
- 14 czerwca przyjęto ze Stoczni Północnej jednostki pływające typu KP, które 9 lipca otrzymały numery KP-112, 113, 114.
- 19 lipca przekazano dla LPŻ jednostkę KP-1
- 16 grudnia przyjęto na stan dywizjonu okręt KP-70.

W 1958:
- w pierwszej połowie roku przyjęto ze stoczni: KP 116 do 121
- 15 kwietnia przyjęto motorówki typu M-14 (M-59, 60, 76, 77, 79, 80, 78)
- 29 lipca przekazano dla dywizjonu OP Szczecin K-112 i K 113
- W listopadzie przyjęto: KP-222 i KP-128.

W 1959
- 6 kwietnia przekazano dla LPŻ Gdańsk jednostki: KP-21,19,4,2
- 28 kwietnia przekazano dla dywizjonu Szczecin: KP 114,116,117
- 13 lipca na złom DP-3
- 17 września przyjęto na stan OP-205
- 28 września spisano ze stanu jacht WOPISTA (zatonął).

Stan na koniec 1965
- okręty patrolowe:
  - OP-205 „Neptun”, OP-210 „Cirus”, OP-212 „Wega” proj. 912
  - OP-301 „Fala” proj. 912
- kutry patrolowe:
  - KP-111 ÷ 117 proj 361S
  - KP-118 ÷ 128 proj 361T
  - KP-129 ÷ 131 proj. 724
  - KP-34
- motorówki i tabor pomocniczy.

Od lipca 1989 do końca 1990 w skład Kaszubskiego Dywizjonu Okrętów Pogranicza wchodził ORP „Kaszub”.

## Dowódcy batalionu
- kmdr. por. Aleksy Szigarow[8](1951-1954)
- kmdr por. Włodzimierz Łazarew (1954-?)